# 威斯康星大學河瀑分校

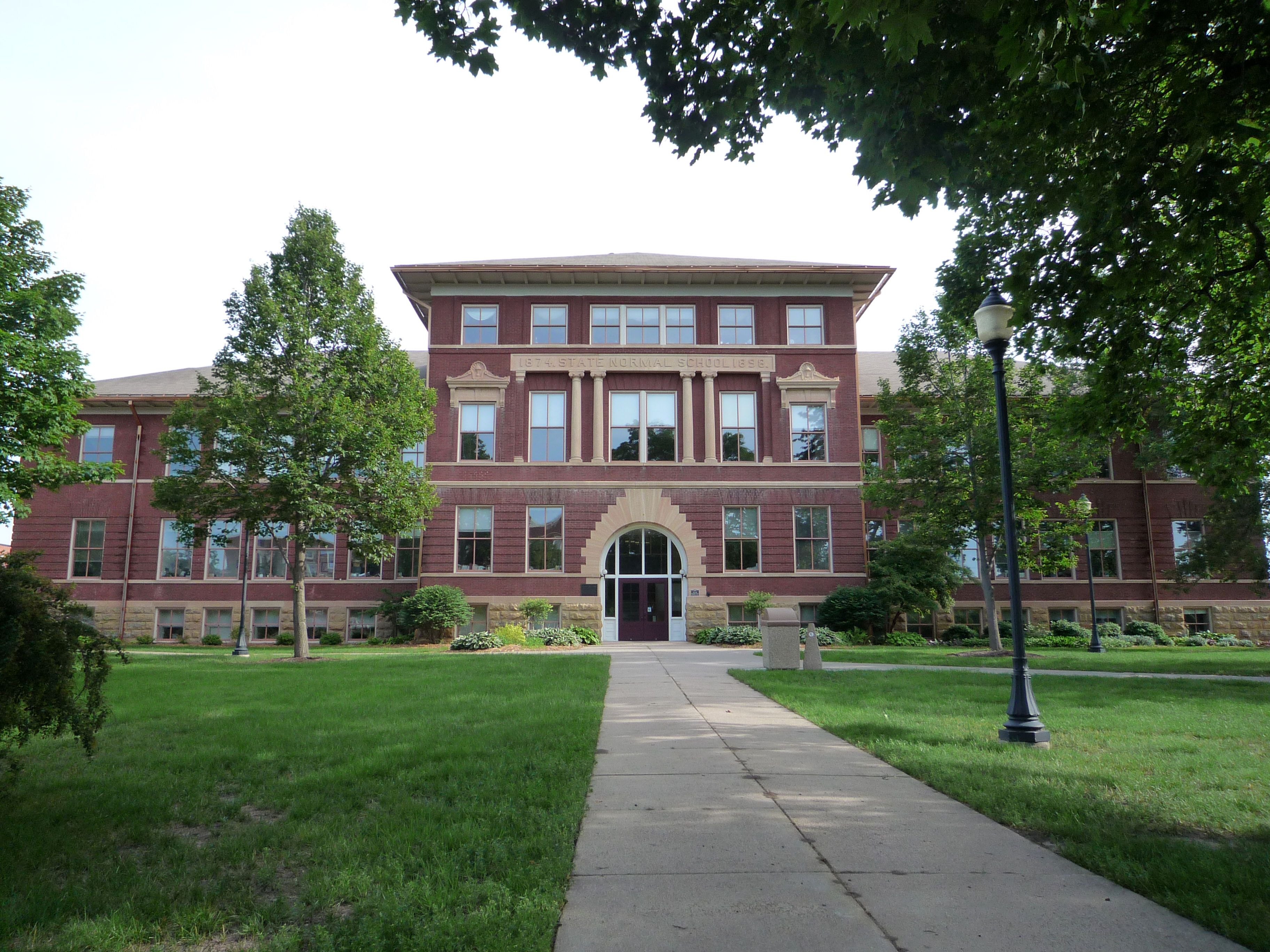
學校最古老的建築南廳（South Hall），始建於1874年，1897年遭大火焚毀，次年重建并沿用至今

威斯康星大學河瀑分校（英語：University of Wisconsin–River Falls，簡稱UW–River Falls或UWRF）是威斯康星大學系統內、位於美国威斯康星州河瀑的一所文科公立大學，成立於1874年。2015年《美國新聞與世界報道》在“中西部地區大學”排名中將其列在第69位。
佔地226英畝（91公頃），位於聖克羅伊河谷的基尼基尼克河畔。大學有32幢主要建築物和兩個實驗農場，總占地440英畝（178公頃）。在2013–2014年間，UWRF的學生註冊人數為6,061人，提供40多個本科和研究生課程。UWRF是美國教育國際化實驗室的成員，提供了幾個全球研究和留學計劃。大學還設有聖克羅伊可持續社區發展研究所。

## 歷史

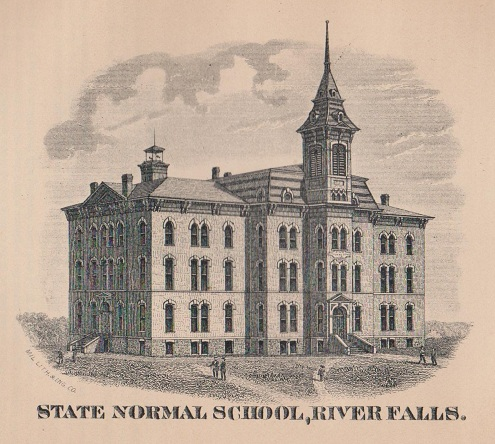
原始的師範學堂（重新命名為南大樓），在1897年被火災摧毀前的樣子。

威斯康星大學河瀑分校成立於1874年，最初是河瀑州立師範學校，是為了培訓教師並向州的邊境地區提供更好教育的州立師範學校之一。1927年，學校更名為河瀑州立師範學院，當時的師範學校變成了“州立師範學院”，並在普通教育提供方面有了顯著增加，開始提供為期四年的教育學士學位課程。
第二次世界大戰後，威斯康星州成千上萬的退伍軍人根據G.I.法案需要更多的大學選擇來進行學習和教育提升。由於需求旺盛，州師範學院系統的管理委員會允許教師培訓機構提供博雅和美術學士學位。1951年，當州師範學院組織為“威斯康星州立學院”時，學校更名為威斯康星州立學院-河瀑，學校提供了完整的四年博雅課程。1964年，當州立學院全部獲得大學地位時，學校更名為威斯康星州立大學-河瀑。
1971年，前威斯康星大學和威斯康星州立大學體系合併時，該校成為威斯康星大學系統的一員。然後，它成為威斯康星大學河瀑分校。

## 學術發展
UWRF提供70多個學術領域的學習，包括主修、輔修和證書。其中一些課程得到了專門的認證機構認證，包括晉升大學商學院協會、音樂學校國家協會、社會工作教育委員會、新聞與大眾傳播教育協會、學校心理學家國家協會、晉升大學商學院協會、聽力和語言障礙學術認證委員會（CAA）、數學教師國家委員會、美國化學學會和美國農業和生物系統工程學會。